# Calumma tarzan
Calumma tarzan is een hagedis uit de familie kameleons (Chamaeleonidae) en het geslacht Calumma. Hij behoort tot het soortencomplex rond Calumma furcifer.

## Naamgeving
De wetenschappelijke naam van de soort werd voor het eerst voorgesteld door Philip-Sebastian Gehring, Maciej Pabijan, Fanomezana Mihaja Ratsoavina, Jörn Köhler, Miguel Vences en Frank Glaw in 2010.
De soortaanduiding tarzan verwijst naar de fictieve held Tarzan. De Duitse wetenschappers die het dier beschreven, willen met deze naam de aandacht vestigen op de vernietiging van het oerwoud op het eiland. Wegens die vernietiging beschouwen de ontdekkers de soort als kritiek bedreigd. De naam verwijst eveneens naar Tarzanville, het huidige Ambodimeloka. Dit ligt nabij de vindplaats van het eerst ontdekte exemplaar van de soort, de zogenaamde typelocatie.

## Uiterlijke kenmerken
De soort verschilt uiterlijk onder andere van zijn naaste verwanten door zijn platte, van bovenaf gezien rechthoekige snuit, die afgelijnd is door twee randen die samenkomen net boven het topje van de snuit.
Calumma tarzan bereikt een totale lichaamslengte van 119 tot 150  millimeter. De kopromplengte, zonder staart, bedraagt onder staart 61 tot 72 mm. De soort heeft een groene lichaamskleur. Boven aan de kop en de nek hebben de mannetjes een bruine tot zwarte kleur. In stresssituaties worden mannetjes wat geler tot - onder hevige stress - felgeel met donkere dwarsstrepen. Mannetjes hebben ook een gele vlek aan iedere flank. De vrouwtjes worden bij stress geel met horizontale donkerdere lijnen en onregelmatige donkere vlekken.

## Verspreiding en habitat

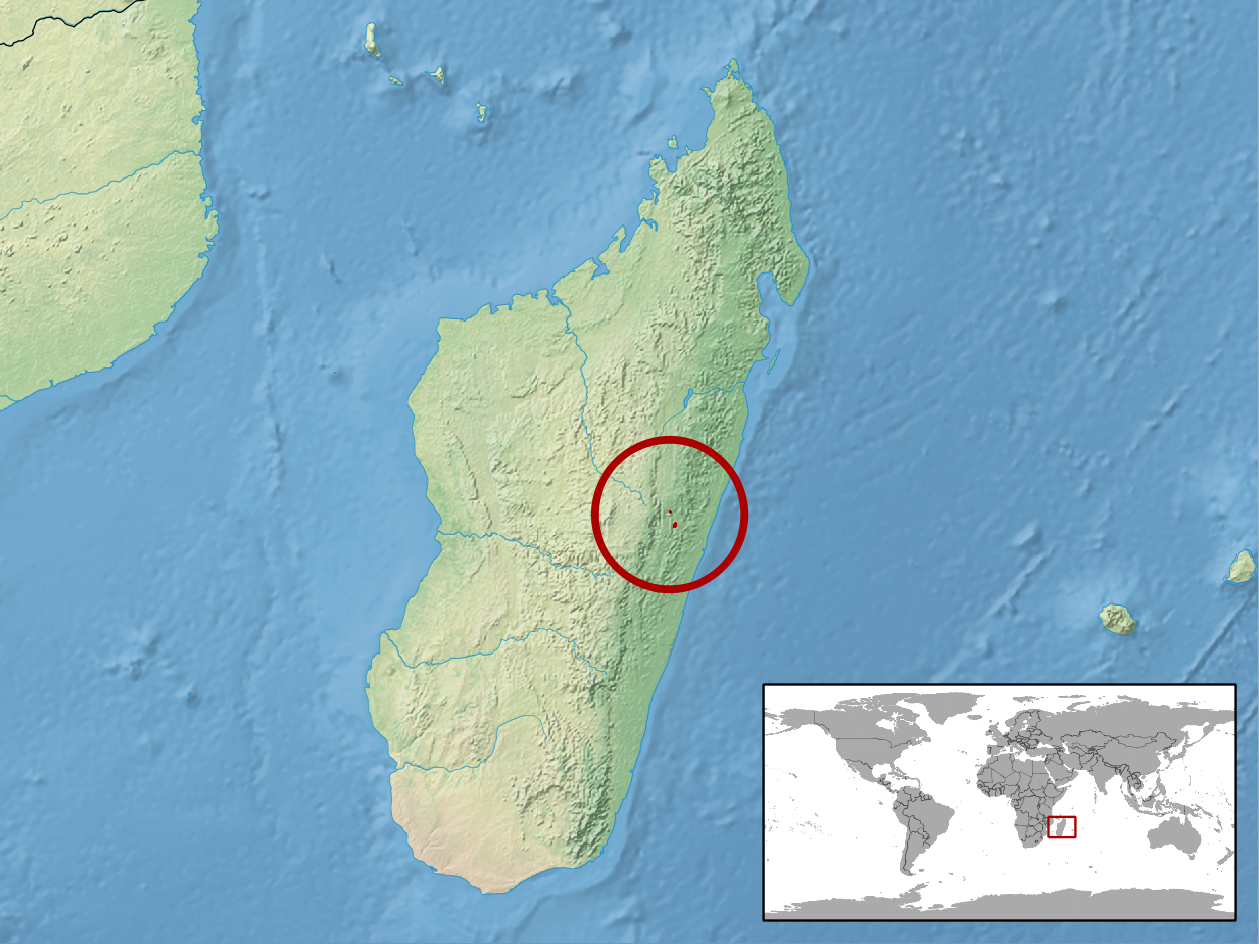
Verspreidingsgebied in het rood.

Calumma tarzan komt endemisch voor op het ten oosten van Afrika gelegen eiland Madagaskar. De soort komt in een klein gebied van circa 10 km² voor langs de hellingen van de vallei van de rivier Manambolo. Dit is in het oosten van het midden van Madagaskar gelegen. De kameleon is aangetroffen op een hoogte van ongeveer 800 tot 910 meter boven zeeniveau.
De habitat bestaat uit vochtige tropische en subtropische bergbossen. De kameleon slaapt 's nachts tussen de begroeiing op één tot vier meter boven de bosbodem.

## Beschermingsstatus
Door de internationale natuurbeschermingsorganisatie IUCN is de beschermingsstatus 'ernstig bedreigd' toegewezen (Critically Endangered of CR).